# Dabo (Mali)
Pour les articles homonymes, voir Dabo (homonymie).
Dabo est une commune malienne, située dans le pays de la Bakhounou, de l'arrondissement de Boulal dans le cercle de Ballé et la région de Nara, elle a pour chef-lieu la localité de Boulal.

## Villages
La commune s'étend sur 10 localités relevées lors du recensement général de 2009. 
Les villages les plus peuplés sont :
- Boulal (2 980 habitants) ;
- Doichebougou (1 196 habitants) ;
- Bagoini (1 186 habitants).